# グレイディ・ディアンガナ
- グラディ・ディアンガナ

グレイディ・ディアンガナ（Grady Diangana  ,  1998年4月19日 - ）は、コンゴ民主共和国出身、イギリス・ロンドン育ちのイングランド国籍のプロサッカー選手。ウェスト・ブロムウィッチ・アルビオンFCに所属している。ポジションはMF。メディアによっては グラディ・ディアンガナ と表記されることもある。

## 来歴
1998年にコンゴ民主共和国で生まれ、4歳の時に家族と共にイギリスに渡り、ロンドンのウーリッジで育つ。2010年にウェストハム・ユナイテッドFCのユースアカデミーチームに入団。2014年2月にU-15チームに昇格。U-18チームを経て、2015年1月に早くもプレミアリーグデビュー。2016年5月14日にプロ契約を締結。2018年までの2年契約を結んだ。
2018年9月26日のEFLカップのマクルズフィールド・タウンFC戦で、トップチーム初出場で、プロ初ゴールを含め2得点を記録。3日後のロンドン・スタジアムでのマンチェスター・ユナイテッドFC戦で、プレミアリーグ初出場。10月27日のレスター・シティFC戦で、リーグ戦初先発。2019年1月19日には、2025年までの長期契約を締結した。
2019-20シーズンはローン移籍でウェスト・ブロムウィッチ・アルビオンFC (WBA)でのプレーし、2017-18シーズン以来のプレミアリーグ復帰に貢献。シーズン終了後の2020年9月5日にWBAへの完全移籍が決まり、2025年までの契約を締結した。

## 代表経歴
2018年11月19日に、U-20のイングランド代表に招集され、U-20ドイツ代表戦に出場し、2-0で勝利した。
2023年10月、コンゴ民主共和国代表に招集され、10月2日のニュージーランド代表との親善試合でA代表初出場。

## 移籍を巡る騒動
2019-20シーズンをローン移籍でWBAでプレーし、プレミアリーグ復帰に貢献、2020年9月に完全移籍が決まり正式にWBAの一員となったディアンガナだったが、この決定に古巣のウェストハム・ユナイテッドFCの選手達から異論の声が挙がる事態に発展。キャプテンのマーク・ノーブルをはじめデクラン・ライスやジャック・ウィルシャーらが次々とフロント陣の決定を非難するなど、異例の事態に発展した。これに対しウェストハム側はクラブのホームページで「彼 (ディアンガナ)を手放す決断は、本当に心苦しいものだった。しかし我々はチームを成長させるために最善の努力をした」などと、【火消し】にあたる羽目になった。